# Europamästerskapet i basket för damer 2011
Europamästerskapet i basket för damer 2011 spelades i Polen och var den 33:e turneringen sedan starten 1938, och fjärde gången som turneringen avgjordes i Polen (tidigare: 1958, 1978 & 1999). Turneringen spelades mellan den 18 juni och 3 juli 2011 och var samtidigt kval till den olympiska turneringen 2012 i London, dit det bästa laget kvalificerade sig. Hade Storbritannien vunnit turneringen hade silvermedaljörerna kvalificerat sig för OS, men eftersom britterna åkte ut efter andra gruppspelet blev det bara det vinnande laget, Ryssland, som kvalificerade sig. Samtidigt var det kval till den kommande EM-turneringen 2013 dit de fem bästa länderna kvalificerade sig. Ryssland blev Europamästare för tredje gången efter finalseger mot Turkiet med 59-42, medan Frankrike vann bronset efter 63-56 mot Tjeckien.

## Kvalificerade länder
Av de 16 deltagande länderna var Polen direktkvalificerade som arrangör. Förutom Polen kvalificerade sig sex lag från Världsmästerskapet 2010 i Tjeckien. Åtta lag gick till Europamästerskapet via kvalspel under augusti 2010, samt det sista via ett extrakval i början av juni 2011.
| - Polen (som arrangör) - Frankrike (från Basket-VM 2010) - Grekland (från Basket-VM 2010) - Ryssland (från Basket-VM 2010) - Spanien (från Basket-VM 2010) - Tjeckien (från Basket-VM 2010) - Vitryssland (från Basket-VM 2010) - Israel (från kvalspel 2010) | - Kroatien (från kvalspel 2010) - Lettland (från kvalspel 2010) - Litauen (från kvalspel 2010) - Montenegro (från kvalspel 2010) - Slovakien (från kvalspel 2010) - Storbritannien (från kvalspel 2010) - Turkiet (från kvalspel 2010) - Tyskland (från extrakval 2011) |

## Lottningen
Lottningsceremonin hölls den 11 december 2010 i Łódź, där de 16 deltagande länderna var indelade i fyra grupper med fyra nationer i varje.
| Pott 1                                         | Pott 2                                  | Pott 3                                     | Pott 4                                             |
| ---------------------------------------------- | --------------------------------------- | ------------------------------------------ | -------------------------------------------------- |
| - Frankrike - Ryssland - Spanien - Vitryssland | - Grekland - Polen - Tjeckien - Turkiet | - Israel - Lettland - Litauen - Montenegro | - Kroatien - Slovakien - Storbritannien - Tyskland |

### Gruppindelning
Efter att lottningen är avklarad spelar följande länder i grupperna:
| Grupp A                                    | Grupp B                                            | Grupp C                                   | Grupp D                                      |
| ------------------------------------------ | -------------------------------------------------- | ----------------------------------------- | -------------------------------------------- |
| - Ryssland - Turkiet - Litauen - Slovakien | - Vitryssland - Tjeckien - Israel - Storbritannien | - Spanien - Polen - Montenegro - Tyskland | - Frankrike - Grekland - Lettland - Kroatien |

## Spelorter
| Bild | Stad      | Arena                   | Kapacitet |
| ---- | --------- | ----------------------- | --------- |
|      | Bydgoszcz | Łuczniczka Sports Arena | 8.000     |
|      | Katowice  | Spodek Arena            | 11.500    |
|      | Łódź      | Arena Łódź              | 13.400    |

## Första gruppspelet

### Spelsystem
De 16 lagen som var med i EM spelade i fyra grupper om fyra lag i varje där alla lagen mötte alla en gång i sin grupp, de matcherna spelades mellan den 18 och 20 juni 2011. Därefter gick sen de tre bästa lagen i varje grupp vidare till andra gruppspelet, medan det sista laget i varje grupp hade spelat färdigt. I andra gruppspelet spelade lagen från Grupp A och Grupp B tillsammans i Grupp E och lagen från Grupp C och Grupp D spelade tillsammans i Grupp F. Till det andra gruppspelet tog lagen med sig matchresultaten mot lagen i sin grupp från första gruppspelet och spelade enbart mot de tre lagen från den andra gruppen i första gruppspelet, dessa matcher spelades mellan den 22 och 27 juni 2011. Från andra gruppspelet gick sen de fyra bästa lagen i varje grupp till kvartsfinalspelet, medan de två sista lagen i varje grupp hade spelet färdigt. De fyra lagen som sen förlorade i kvartsfinalerna spelade om platserna fem till åtta, samtliga slutspels- och placeringsmatcher spelades mellan den 29 juni och 3 juli 2011.
Seger i en match gav två poäng och förlust gav en poäng, oavsett om matchen avgjordes efter ordinarie tid (4x10 min) eller efter förlängning (5 min).
|  | Laget vidare till andra gruppspelet |
|  | Laget är utslaget                   |

### Grupp A
| Plats                                                            | Nation    | Spelade | Vinster | Förluster | Mål       | Målskillnad | Poäng |
| ---------------------------------------------------------------- | --------- | ------- | ------- | --------- | --------- | ----------- | ----- |
| 1                                                                | Litauen   | 3       | 2       | 1         | 186 – 179 | +7          | 5     |
| 2                                                                | Ryssland  | 3       | 2       | 1         | 212 – 207 | +5          | 5     |
| 3                                                                | Turkiet   | 3       | 1       | 2         | 199 – 204 | -5          | 4     |
| 4                                                                | Slovakien | 3       | 1       | 2         | 183 – 190 | -7          | 4     |
| Inbördes möten avgör placering när två lag hamnar på samma poäng |           |         |         |           |           |             |       |

| Lördag 18 juni 2011 kl 12:30 (CET) | Turkiet                                                                                  | 58 – 64 (12-19, 10-18, 16-14, 20-13) Matchrapport | Litauen                                                                                                   | Łuczniczka Sports Arena, Bydgoszcz Publik: |
| Lördag 18 juni 2011 kl 12:30 (CET) | Yilmaz 17, S. Ivegin 15, Alben 6, Vardarli 6, Horasan 4, Nevlin 4, Palazoglu 4, Caglar 2 |                                                   | Petronyte 15, Linkeviciene 11, Bimbaite 10, Abromaite 9, Sulciute 6, Valentiene 6, Solopova 5, Paugaite 2 | Łuczniczka Sports Arena, Bydgoszcz Publik: |

| Lördag 18 juni 2011 kl 18:00 (CET) | Ryssland | 68 – 66 (12-15, 17-19, 23-17, 16-15) Matchrapport | Slovakien | Łuczniczka Sports Arena, Bydgoszcz Publik: |
| Lördag 18 juni 2011 kl 18:00 (CET) | Kuzina 13, Sapova 11, Danilochkina 8, Osipova 8, Stepanova 8, Abrosimova 5, Popova 5, Arteshina 4, Korstin 4, Vidmer 2 |                                                   | Lawless 15, Jurcenkova 10, Misurová 9, Kupcikova 7, Lukacovicová 7, Tetemondová 6, Vynuchalova 5, Michulková 4, Ábelová 3 | Łuczniczka Sports Arena, Bydgoszcz Publik: |

| Söndag 19 juni 2011 kl 12:30 (CET) | Slovakien | 60 – 76 (18-21, 14-17, 9-24, 19-14) Matchrapport | Turkiet                                                                                          | Łuczniczka Sports Arena, Bydgoszcz Publik: |
| Söndag 19 juni 2011 kl 12:30 (CET) | Lawless 15, Lukacovicová 10, Vynuchalova 10, Kupcikova 7, Jurcenkova 5, Misurová 5, Tetemondová 5, Ábelová 3 |                                                  | Vardarli 20, Yilmaz 14, Alben 9, Caglar 9, Erdogan 8, S. Ivegin 7, Nevlin 5, Akkaya 2, Horasan 2 | Łuczniczka Sports Arena, Bydgoszcz Publik: |

| Söndag 19 juni 2011 kl 18:00 (CET) | Litauen                                                                                                   | 76 – 64 (16-16, 14-19, 26-17, 20-12) Matchrapport | Ryssland                                                                                  | Łuczniczka Sports Arena, Bydgoszcz Publik: |
| Söndag 19 juni 2011 kl 18:00 (CET) | Bimbaite 20, Sulciute 20, Linkeviciene 19, Valentiene 6, Solopova 4, Abromaite 3, Paugaite 2, Petronyte 2 |                                                   | Stepanova 17, Arteshina 12, Sapova 10, Kuzina 8, Vidmer 6, Osipova 5, Korstin 4, Popova 2 | Łuczniczka Sports Arena, Bydgoszcz Publik: |

| Måndag 20 juni 2011 kl 12:30 (CET) | Slovakien                                                                                              | 57 – 46 (18-8, 13-9, 15-16, 11-13) Matchrapport | Litauen | Łuczniczka Sports Arena, Bydgoszcz Publik: |
| Måndag 20 juni 2011 kl 12:30 (CET) | Kupcikova 18, Vynuchalova 10, Misurová 8, Tetemondová 7, Jurcenkova 5, Lawless 4, Palusna 3, Ábelová 2 |                                                 | Solopova 14, Sipaviciute 7, Valentiene 6, Linkeviciene 5, Paugaite 5, Abromaite 4, Gutkauskaite 2, Sulciute 2, Petronyte 1 | Łuczniczka Sports Arena, Bydgoszcz Publik: |

| Måndag 20 juni 2011 kl 18:00 (CET) | Turkiet                                                                     | 65 – 80 (7-29, 20-16, 15-13, 23-22) Matchrapport | Ryssland | Łuczniczka Sports Arena, Bydgoszcz Publik: |
| Måndag 20 juni 2011 kl 18:00 (CET) | Yilmaz 18, Nevlin 13, Alben 12, Caglar 8, Vardarli 7, Akkaya 4, S. Ivegin 3 |                                                  | Arteshina 13, Danilochkina 13, Stepanova 13, Korstin 10, Abrosimova 6, Kuzina 6, Osipova 6, Myasoedova 5, Sapova 5, Vidmer 2, Popova 1 | Łuczniczka Sports Arena, Bydgoszcz Publik: |

### Grupp B
| Plats | Nation         | Spelade | Vinster | Förluster | Mål       | Målskillnad | Poäng |
| ----- | -------------- | ------- | ------- | --------- | --------- | ----------- | ----- |
| 1     | Tjeckien       | 3       | 3       | 0         | 199 – 163 | +36         | 6     |
| 2     | Vitryssland    | 3       | 2       | 1         | 185 – 148 | +37         | 5     |
| 3     | Storbritannien | 3       | 1       | 2         | 159 – 166 | -7          | 4     |
| 4     | Israel         | 3       | 0       | 3         | 148 – 214 | -66         | 3     |

| Lördag 18 juni 2011 kl 15:00 (CET) | Vitryssland                                                                                                | 55 – 40 (14-11, 17-9, 14-8, 10-12) Matchrapport | Storbritannien                                                                                                 | Łuczniczka Sports Arena, Bydgoszcz Publik: |
| Lördag 18 juni 2011 kl 15:00 (CET) | Snytsina 10, Verameyenka 10, Likhtarovich 9, Anufryienka 8, Marchanka 7, Leuchanka 6, Trafimava 4, Kress 1 |                                                 | Butler 8, Stewart 7, Handy 6, Leedham 4, Page 4, Vanderwal 4, Collins 2, Mason 2, Stafford 2, Thomas-Johnson 1 | Łuczniczka Sports Arena, Bydgoszcz Publik: |

| Lördag 18 juni 2011 kl 20:30 (CET) | Tjeckien | 72 – 56 (19-12, 13-10, 20-17, 20-17) Matchrapport | Israel                                                                                           | Łuczniczka Sports Arena, Bydgoszcz Publik: |
| Lördag 18 juni 2011 kl 20:30 (CET) | Vitecková 14, Hanusová 10, Veselá 8, Burgrová 7, Elhotova 7, Kulichová 7, Skrabalová 6, Bartonova 5, Bortelová 5, Hartigová 3 |                                                   | Doron 16, Levitsky 10, Ganor 8, Suez Karni 8, Selwyn 4, Shafir 3, Zairy 3, Abramzon 2, Epstein 2 | Łuczniczka Sports Arena, Bydgoszcz Publik: |

| Söndag 19 juni 2011 kl 15:00 (CET) | Israel                                                                                 | 41 – 68 (12-18, 6-8, 18-21, 5-21) Matchrapport | Vitryssland | Łuczniczka Sports Arena, Bydgoszcz Publik: |
| Söndag 19 juni 2011 kl 15:00 (CET) | Cohen 12, Doron 8, Levitsky 8, Fleischer 5, Abramzon 2, Dori 2, Sharif 2, Suez Karni 2 |                                                | Likhtarovich 13, Marchanka 11, Snytsina 9, Troina 9, Leuchanka 8, Anufryienka 6, Kress 6, Trafimava 3, Valko 3 | Łuczniczka Sports Arena, Bydgoszcz Publik: |

| Söndag 19 juni 2011 kl 20:30 (CET) | Storbritannien                                                                                       | 45 – 60 (13-9, 10-18, 12-21, 10-12) Matchrapport | Tjeckien                                                                                           | Łuczniczka Sports Arena, Bydgoszcz Publik: |
| Söndag 19 juni 2011 kl 20:30 (CET) | Leedham 14, Anderson 7, Page 7, Vanderwal 6, Butler 4, Collins 2, Handy 2, Mason 2, Thomas-Johnson 1 |                                                  | Elhotova 27, Veselá 10, Burgrová 8, Bartonova 4, Vitecková 4, Zrustova 3, Bortelová 2, Kulichová 2 | Łuczniczka Sports Arena, Bydgoszcz Publik: |

| Måndag 20 juni 2011 kl 15:00 (CET) | Storbritannien                                                   | 74 – 51 (13-11, 24-13, 17-13, 20-14) Matchrapport | Israel                                                                                          | Łuczniczka Sports Arena, Bydgoszcz Publik: |
| Måndag 20 juni 2011 kl 15:00 (CET) | Leedham 18, Stafford 16, Butler 14, Page 11, Handy 10, Stewart 5 |                                                   | Doron 15, Cohen 11, Suez Karni 7, Selwyn 6, Levitsky 5, Abramzon 2, Dori 2, Epstein 2, Shafir 1 | Łuczniczka Sports Arena, Bydgoszcz Publik: |

| Måndag 20 juni 2011 kl 20:30 (CET) | Tjeckien                                                                                                  | 67 – 62 (23-9, 16-17, 15-20, 13-16) Matchrapport | Vitryssland                                                                                                 | Łuczniczka Sports Arena, Bydgoszcz Publik: |
| Måndag 20 juni 2011 kl 20:30 (CET) | Elhotova 19, Vitecková 18, Bortelová 10, Kulichová 10, Burgrová 4, Bartonova 2, Hartigová 2, Skrabalová 2 |                                                  | Leuchanka 10, Snytsina 10, Likhtarovich 9, Marchanka 8, Verameyenka 8, Troina 7, Anufryienka 5, Trafimava 5 | Łuczniczka Sports Arena, Bydgoszcz Publik: |

### Grupp C
| Plats | Nation     | Spelade | Vinster | Förluster | Mål       | Målskillnad | Poäng |
| ----- | ---------- | ------- | ------- | --------- | --------- | ----------- | ----- |
| 1     | Montenegro | 3       | 3       | 0         | 212 – 174 | +38         | 6     |
| 2     | Spanien    | 3       | 2       | 1         | 214 – 198 | +16         | 5     |
| 3     | Polen      | 3       | 1       | 2         | 191 – 208 | -17         | 4     |
| 4     | Tyskland   | 3       | 0       | 3         | 193 – 230 | -37         | 3     |

| Lördag 18 juni 2011 kl 15:00 (CET) | Spanien                                                                                              | 79 – 69 (21-12, 18-15, 19-22, 21-20) Matchrapport | Tyskland                                                                                             | Spodek, Katowice Publik: |
| Lördag 18 juni 2011 kl 15:00 (CET) | Torrens 18, Aguilar 17, Valdemoro 16, Montañana 13, Lyttle Lyttle 8, Dominguez 4, Nicholls 2, Lima 1 |                                                   | Bär 14, Austmann 10, Gläser 8, Kühn 8, Mersch 8, Richter 7, Breitreiner 6, Greunke 3, Menz 3, Koop 2 | Spodek, Katowice Publik: |

| Lördag 18 juni 2011 kl 18:00 (CET) | Polen | 53 – 70 (15-18, 11-19, 12-17, 15-16) Matchrapport | Montenegro                                                                                 | Spodek, Katowice Publik: |
| Lördag 18 juni 2011 kl 18:00 (CET) | Szott 11, Zurowska 8, Kobryn 6, Skobel 6, Babicka 5, Pawlak 5, Dzwigalska 4, Gulak 4, Kaczmarczyk 2, Mowlik 2 |                                                   | De Forge 18, Perovanović 17, Dubljević 13, Skerović 11, Baletić 5, Bjelica 4, Turcinović 2 | Spodek, Katowice Publik: |

| Söndag 19 juni 2011 kl 12:30 (CET) | Montenegro                                                                      | 66 – 57 (20-13, 19-18, 15-16, 12-10) Matchrapport | Spanien                                                                            | Spodek, Katowice Publik: |
| Söndag 19 juni 2011 kl 12:30 (CET) | Perovanović 18, Skerović 13, Turcinović 11, Dubljević 10, De Forge 9, Bjelica 5 |                                                   | Torrens 25, Montañana 11, Lyttle Lyttle 8, Dominguez 5, Cruz 4, Aguilar 2, Palau 2 | Spodek, Katowice Publik: |

| Söndag 19 juni 2011 kl 18:00 (CET) | Tyskland                                                                     | 60 – 75 (19-23, 11-7, 15-24, 15-21) Matchrapport | Polen                                                                                     | Spodek, Katowice Publik: |
| Söndag 19 juni 2011 kl 18:00 (CET) | Bär 13, Austmann 11, Breitreiner 11, Richter 10, Menz 8, Mersch 5, Greunke 2 |                                                  | Kobryn 16, Babicka 11, Skobel 11, Pawlak 10, Szott 9, Kaczmarczyk 7, Mowlik 7, Zurowska 4 | Spodek, Katowice Publik: |

| Måndag 20 juni 2011 kl 12:30 (CET) | Tyskland                                                                              | 64 – 76 (15-25, 15-10, 19-19, 15-22) Matchrapport | Montenegro                                                                                           | Spodek, Katowice Publik: |
| Måndag 20 juni 2011 kl 12:30 (CET) | Greunke 20, Breitreiner 16, Austmann 7, Kühn 6, Menz 5, Richter 5, Mersch 4, Gläser 1 |                                                   | Bjelica 23, Jovanović 14, Turcinović 12, Popović 9, Aleksić 8, Skerović 5, Knezević 3, Milutinović 2 | Spodek, Katowice Publik: |

| Måndag 20 juni 2011 kl 18:00 (CET) | Polen | 63 – 78 (20-20, 11-17, 19-13, 13-28) Matchrapport | Spanien                                                                                          | Spodek, Katowice Publik: |
| Måndag 20 juni 2011 kl 18:00 (CET) | Kobryn 20, Pawlak 8, Mowlik 7, Szott 7, Zurowska 7, Kaczmarczyk 5, Babicka 3, Dzwigalska 3, Gulak 2, Pietrzak 1 |                                                   | Lyttle Lyttle 18, Torrens 17, Palau 12, Aguilar 11, Pascua 8, Montañana 5, Xargay 5, Dominguez 2 | Spodek, Katowice Publik: |

### Grupp D
| Plats                                                            | Nation    | Spelade | Vinster | Förluster | Mål       | Målskillnad | Poäng |
| ---------------------------------------------------------------- | --------- | ------- | ------- | --------- | --------- | ----------- | ----- |
| 1                                                                | Lettland  | 3       | 2       | 1         | 183 – 184 | -1          | 5     |
| 2                                                                | Frankrike | 3       | 2       | 1         | 206 – 154 | +52         | 5     |
| 3                                                                | Kroatien  | 3       | 1       | 2         | 166 – 216 | -50         | 4     |
| 4                                                                | Grekland  | 3       | 1       | 2         | 185 – 186 | –1          | 4     |
| Inbördes möten avgör placering när två lag hamnar på samma poäng |           |         |         |           |           |             |       |

| Lördag 18 juni 2011 kl 12:30 (CET) | Grekland | 67 – 57 (16-14, 19-22, 13-10, 19-11) Matchrapport | Lettland                                                                               | Spodek, Katowice Publik: |
| Lördag 18 juni 2011 kl 12:30 (CET) | Kalentzou 20, Maltsi 17, Kaltsidou 10, Chatzinikolaou 8, Dimitrakou 4, Papamichail 4, Spanou 2, Spyridopoulou 2 |                                                   | Babkina 12, Basko 12, Tamane 12, Kublina 7, Karklina 5, Jansone 4, Niedola 3, Eglite 2 | Spodek, Katowice Publik: |

| Lördag 18 juni 2011 kl 20:30 (CET) | Frankrike | 86 – 40 (26-16, 22-9, 23-10, 15-5) Matchrapport | Kroatien                                                                                               | Spodek, Katowice Publik: |
| Lördag 18 juni 2011 kl 20:30 (CET) | Gomis 13, Lawson 13, Gruda 12, Yacoubou-Dehoui 11, Lepron 7, Ndongue 7, Laborde 6, Digbeu 5, Beikes 4, Miyem 4, Dumerc 3, Bonnan 1 |                                                 | Mandir 9, Ciglar 8, Slisković 7, Pavetić 5, Lelas 3, Cakić 2, Ivezić 2, Misura 2, Ivanković 1, Mazić 1 | Spodek, Katowice Publik: |

| Söndag 19 juni 2011 kl 15:00 (CET) | Kroatien                                                                              | 65 – 63 (26-16, 16-13, 11-14, 12-20) Matchrapport | Grekland | Spodek, Katowice Publik: |
| Söndag 19 juni 2011 kl 15:00 (CET) | Mandir 19, Lelas 15, Ivezić 11, Ivanković 6, Slisković 6, Misura 5, Ciglar 2, Mazić 1 |                                                   | Kalentzou 14, Kaltsidou 14, Chatzinikolaou 9, Spyridopoulou 9, Maltsi 8, Papamichail 4, Spanou 3, Dimitrakou 2 | Spodek, Katowice Publik: |

| Söndag 19 juni 2011 kl 20:30 (CET) | Lettland                                                                    | 59 – 56 (13-16, 9-12, 14-13, 14-9) (Förlängning: 9-6) Matchrapport | Frankrike                                                                      | Spodek, Katowice Publik: |
| Söndag 19 juni 2011 kl 20:30 (CET) | Babkina 26, Basko 10, Tamane 9, Niedola 5, Jansone 4, Kublina 3, Karklina 2 |                                                                    | Miyem 12, Gruda 11, Lawson 9, Beikes 7, Gomes 7, Ndongue 6, Digbeu 2, Dumerc 2 | Spodek, Katowice Publik: |

| Måndag 20 juni 2011 kl 15:00 (CET) | Kroatien                                                                              | 61 – 67 (16-20, 25-14, 12-17, 8-16) Matchrapport | Lettland                                                           | Spodek, Katowice Publik: |
| Måndag 20 juni 2011 kl 15:00 (CET) | Ivezić 14, Ivanković 12, Misura 10, Mazić 8, Slisković 6, Mandir 5, Lelas 4, Ciglar 2 |                                                  | Basko 16, Jansone 14, Tamane 14, Babkina 12, Karklina 7, Niedola 4 | Spodek, Katowice Publik: |

| Måndag 20 juni 2011 kl 20:30 (CET) | Grekland                                                                                    | 55 – 64 (13-16, 6-15, 16-15, 20-18) Matchrapport | Frankrike                                                                                | Spodek, Katowice Publik: |
| Måndag 20 juni 2011 kl 20:30 (CET) | Maltsi 16, Kalentzou 14, Kaltsidou 10, Spyridopoulou 7, Papamichail 4, Sotiriou 2, Spanou 2 |                                                  | Gruda 19, Gomis 10, Digbeu 8, Miyem 8, Beikes 6, Dumerc 6, Lawson 3, Lepron 2, Ndongue 2 | Spodek, Katowice Publik: |

## Andra gruppspelet
|  | Laget är klart för slutspel |
|  | Laget är utslaget           |

### Grupp E
| Plats                                                            | Nation         | Spelade | Vinster | Förluster | Mål       | Målskillnad | Poäng |
| ---------------------------------------------------------------- | -------------- | ------- | ------- | --------- | --------- | ----------- | ----- |
| 1                                                                | Tjeckien       | 5       | 4       | 1         | 301 – 286 | +15         | 9     |
| 2                                                                | Litauen        | 5       | 4       | 1         | 331 – 298 | +33         | 9     |
| 3                                                                | Ryssland       | 5       | 3       | 2         | 326 – 317 | +9          | 8     |
| 4                                                                | Turkiet        | 5       | 2       | 3         | 303 – 313 | -10         | 7     |
| 5                                                                | Vitryssland    | 5       | 2       | 3         | 285 – 291 | -6          | 7     |
| 6                                                                | Storbritannien | 5       | 0       | 5         | 264 – 305 | -41         | 5     |
| Inbördes möten avgör placering när två lag hamnar på samma poäng |                |         |         |           |           |             |       |

| Torsdag 23 juni 2011 kl 15:30 (CET) | Storbritannien                                                 | 63 – 64 (15-16, 17-14, 17-18, 14-16) Matchrapport | Litauen                                                                                                  | Łuczniczka Sports Arena, Bydgoszcz Publik: |
| Torsdag 23 juni 2011 kl 15:30 (CET) | Page 19, Leedham 14, Butler 11, Stafford 9, Handy 6, Stewart 4 |                                                   | Bimbaite 16, Linkeviciene 14, Sulciute 9, Petronyte 8, Solopova 6, Valentiene 6, Abromaite 4, Paugaite 1 | Łuczniczka Sports Arena, Bydgoszcz Publik: |

| Torsdag 23 juni 2011 kl 18:00 (CET) | Vitryssland | 62 – 51 (10-14, 14-11, 26-15, 12-11) Matchrapport | Ryssland                                                                                          | Łuczniczka Sports Arena, Bydgoszcz Publik: |
| Torsdag 23 juni 2011 kl 18:00 (CET) | Marchanka 11, Leuchanka 10, Trafimava 9, Rytsikava 7, Snytsina 7, Anufryienka 6, Troina 6, Kress 2, Likhtarovich 2, Verameyenka 2 |                                                   | Stepanova 12, Danilochkina 10, Korstin 7, Abrosimova 6, Kuzina 5, Sapova 5, Arteshina 4, Vidmer 2 | Łuczniczka Sports Arena, Bydgoszcz Publik: |

| Torsdag 23 juni 2011 kl 20:30 (CET) | Turkiet                                                                               | 51 – 56 (12-18, 10-8, 15-10, 14-20) Matchrapport | Tjeckien                                                                   | Łuczniczka Sports Arena, Bydgoszcz Publik: |
| Torsdag 23 juni 2011 kl 20:30 (CET) | Palazoglu 11, Yilmaz 11, Nevlin 7, Caglar 6, Vardarli 6, Alben 5, Erdogan 4, Ivegin 1 |                                                  | Elhotova 19, Bortelová 14, Veselá 12, Vitecková 6, Burgrová 4, Kulichová 1 | Łuczniczka Sports Arena, Bydgoszcz Publik: |

| Lördag 25 juni 2011 kl 15:30 (CET) | Storbritannien                                                                         | 57 – 64 (15-17, 12-16, 13-12, 17-19) Matchrapport | Turkiet                                                                                           | Łuczniczka Sports Arena, Bydgoszcz Publik: |
| Lördag 25 juni 2011 kl 15:30 (CET) | Stafford 18, Page 12, Leedham 11, Stewart 7, Butler 4, Handy 2, Vanderwal 2, Collins 1 |                                                   | Yilmaz 18, Ivegin 14, Nevlin 13, Vardarli 7, Erdogan 4, Alben 2, Caglar 2, Horasan 2, Palazoglu 2 | Łuczniczka Sports Arena, Bydgoszcz Publik: |

| Lördag 25 juni 2011 kl 18:00 (CET) | Ryssland | 69 – 55 (16-9, 22-13, 13-9, 18-24) Matchrapport | Tjeckien | Łuczniczka Sports Arena, Bydgoszcz Publik: |
| Lördag 25 juni 2011 kl 18:00 (CET) | Danilochkina 16, Abrosimova 13, Stepanova 10, Korstin 6, Sapova 6, Arteshina 5, Popova 5, Kuzina 2, Myasoedova 2, Osipova 2, Vidmer 2 |                                                 | Zrustova 11, Vitecková 9, Skrabalová 7, Bartonova 6, Elhotova 6, Hanusová 5, Veselá 4, Bortelová 3, Burgrová 2, Kulichová 2 | Łuczniczka Sports Arena, Bydgoszcz Publik: |

| Lördag 25 juni 2011 kl 20:30 (CET) | Litauen | 68 – 50 (13-12, 16-9, 15-17, 24-12) Matchrapport | Vitryssland                                                                                             | Łuczniczka Sports Arena, Bydgoszcz Publik: |
| Lördag 25 juni 2011 kl 20:30 (CET) | Linkeviciene 15, Sipaviciute 12, Valentiene 11, Bimbaite 8, Sulciute 7, Abromaite 6, Sauliute 5, Petronyte 2, Solopova 2 |                                                  | Verameyenka 13, Snytsina 12, Troina 9, Anufryienka 4, Kress 4, Leuchanka 4, Likhtarovich 2, Marchanka 2 | Łuczniczka Sports Arena, Bydgoszcz Publik: |

| Måndag 27 juni 2011 kl 15:30 (CET) | Ryssland                                                                                   | 62 – 59 (8-20, 14-7, 21-19, 19-13) Matchrapport | Storbritannien                                                            | Łuczniczka Sports Arena, Bydgoszcz Publik: |
| Måndag 27 juni 2011 kl 15:30 (CET) | Danilochkina 16, Stepanova 12, Abrosimova 10, Korstin 10, Osipova 9, Arteshina 3, Vidmer 2 |                                                 | Butler 15, Stafford 14, Leedham 11, Handy 8, Page 7, Collins 2, Stewart 2 | Łuczniczka Sports Arena, Bydgoszcz Publik: |

| Måndag 27 juni 2011 kl 18:00 (CET) | Tjeckien                                                                  | 63 – 59 (14-22, 21-14, 14-8, 14-15) Matchrapport | Litauen | Łuczniczka Sports Arena, Bydgoszcz Publik: |
| Måndag 27 juni 2011 kl 18:00 (CET) | Vitecková 26, Elhotova 15, Burgrová 8, Kulichová 8, Bortelová 4, Veselá 2 |                                                  | Bimbaite 15, Petronyte 11, Linkeviciene 9, Sipaviciute 6, Solopova 6, Valentiene 6, Abromaite 3, Sulciute 2, Paugaite 1 | Łuczniczka Sports Arena, Bydgoszcz Publik: |

| Måndag 27 juni 2011 kl 20:30 (CET) | Vitryssland | 56 – 65 (14-24, 16-10, 4-15, 22-16) Matchrapport | Turkiet                                                                                | Łuczniczka Sports Arena, Bydgoszcz Publik: |
| Måndag 27 juni 2011 kl 20:30 (CET) | Marchanka 12, Trafimava 11, Troina 8, Leuchanka 6, Rytsikava 6, Snytsina 6, Kress 4, Verameyenka 2, Likhtarovich 1 |                                                  | Ivegin 17, Vardarli 13, Yilmaz 13, Palazoglu 7, Alben 5, Horasan 4, Nevlin 4, Caglar 2 | Łuczniczka Sports Arena, Bydgoszcz Publik: |

### Grupp F
| Plats                                                            | Nation     | Spelade | Vinster | Förluster | Mål       | Målskillnad | Poäng |
| ---------------------------------------------------------------- | ---------- | ------- | ------- | --------- | --------- | ----------- | ----- |
| 1                                                                | Montenegro | 5       | 5       | 0         | 364 – 308 | +56         | 10    |
| 2                                                                | Lettland   | 5       | 3       | 2         | 315 – 310 | +5          | 8     |
| 3                                                                | Frankrike  | 5       | 3       | 2         | 347 – 281 | +66         | 8     |
| 4                                                                | Kroatien   | 5       | 2       | 3         | 300 – 361 | -61         | 7     |
| 5                                                                | Spanien    | 5       | 2       | 3         | 327 – 340 | -13         | 7     |
| 6                                                                | Polen      | 5       | 0       | 5         | 279 – 332 | -53         | 5     |
| Inbördes möten avgör placering när två lag hamnar på samma poäng |            |         |         |           |           |             |       |

| Onsdag 22 juni 2011 kl 15:30 (CET) | Kroatien                                                                                        | 60 – 81 (17-24, 17-21, 14-15, 12-21) Matchrapport | Montenegro                                                                                              | Spodek Arena, Katowice Publik: |
| Onsdag 22 juni 2011 kl 15:30 (CET) | Mandir 14, Ivanković 12, Ćakić 8, Slisković 8, Mazić 7, Ivezić 4, Karćić 3, Misura 2, Pavetić 2 |                                                   | Perovanović 25, Dubljević 16, Skerović 15, Bjelica 10, Jovanović 6, De Forge 4, Turcinović 3, Aleksić 2 | Spodek Arena, Katowice Publik: |

| Onsdag 22 juni 2011 kl 18:00 (CET) | Polen                                                                                                 | 53 – 62 (18-17, 15-12, 7-17, 13-16) Matchrapport | Lettland                                                                              | Spodek Arena, Katowice Publik: |
| Onsdag 22 juni 2011 kl 18:00 (CET) | Kobryn 13, Mowlik 13, Kaczmarczyk 7, Skobel 7, Szott 4, Pawlak 3, Zurowska 3, Babicka 2, Dzwigalska 1 |                                                  | Basko 19, Kublina 14, Niedola 8, Babkina 6, Jansone 5, Karklina 5, Tamane 3, Eglite 2 | Spodek Arena, Katowice Publik: |

| Onsdag 22 juni 2011 kl 20:30 (CET) | Frankrike                                                                                           | 79 – 55 (17-15, 13-12, 16-21, 33-7) Matchrapport | Spanien                                                                                                 | Spodek Arena, Katowice Publik: |
| Onsdag 22 juni 2011 kl 20:30 (CET) | Gruda 17, Miyem 16, Beikes 12, Yacoubou-Dehoui 10, Gomis 7, Lawson 6, Dumerc 5, Ndongue 4, Lepron 2 |                                                  | Lyttle Lyttle 11, Montañana 11, Torrens 10, Pascua 8, Aguilar 6, Cruz 4, Dominguez 2, Xargay 2, Palau 1 | Spodek Arena, Katowice Publik: |

| Fredag 24 juni 2011 kl 15:30 (CET) | Spanien                                                                             | 66 – 57 (13-10, 14-13, 19-13, 20-21) Matchrapport | Lettland                                                                               | Spodek Arena, Katowice Publik: |
| Fredag 24 juni 2011 kl 15:30 (CET) | Lyttle Lyttle 16, Montañana 16, Torrens 11, Palau 10, Aguilar 7, Xargay 4, Pascua 2 |                                                   | Babkina 17, Kublina 12, Tamane 11, Basko 8, Janosne 5, Karklina 2, Eglite 1, Putnina 1 | Spodek Arena, Katowice Publik: |

| Fredag 24 juni 2011 kl 18:00 (CET) | Kroatien                                                                             | 64 – 56 (24-21, 20-17, 11-8, 9-10) Matchrapport | Polen                                                                                                 | Spodek Arena, Katowice Publik: |
| Fredag 24 juni 2011 kl 18:00 (CET) | Ivanković 13, Mandir 13, Ciglar 9, Ivezić 7, Misura 7, Mazić 6, Slisković 6, Ćakić 3 |                                                 | Kobryn 17, Mowlik 11, Szott 6, Zurowska 6, Dzwigalska 5, Kaczmarczyk 4, Pietrzak 3, Skobel 3, Gulak 1 | Spodek Arena, Katowice Publik: |

| Fredag 24 juni 2011 kl 20:30 (CET) | Montenegro                                                                                 | 73 – 68 (22-20, 18-17, 17-18, 16-13) Matchrapport | Frankrike                                                                                         | Spodek Arena, Katowice Publik: |
| Fredag 24 juni 2011 kl 20:30 (CET) | Perovanović 22, De Forge 15, Dubljević 15, Skerović 13, Popović 4, Bjelica 3, Turćinović 1 |                                                   | Miyem 21, Dumerc 13, Yacoubou-Dehoui 10, Gruda 8, Beikes 6, Digbeu 3, Lawson 3, Bonnan 2, Gomis 2 | Spodek Arena, Katowice Publik: |

| Söndag 26 juni 2011 kl 15:30 (CET) | Frankrike                                                                                                   | 58 – 54 (8-15, 16-4, 15-25, 19-10) Matchrapport | Polen                                                                      | Spodek Arena, Katowice Publik: |
| Söndag 26 juni 2011 kl 15:30 (CET) | Gomis 15, Gruda 11, Laborde 6, Yacoubou-Dehoui 6, Digbeu 5, Beikes 4, Miyem 4, Dumerc 3, Lawson 2, Lepron 2 |                                                 | Kobryn 16, Mowlik 13, Szott 11, Skobel 5, Zurowska 5, Pawlak 2, Pietrzak 2 | Spodek Arena, Katowice Publik: |

| Söndag 26 juni 2011 kl 18:00 (CET) | Spanien                                                                                                   | 71 – 75 (18-19, 22-19, 15-16, 16-21) Matchrapport | Kroatien                                                                              | Spodek Arena, Katowice Publik: |
| Söndag 26 juni 2011 kl 18:00 (CET) | Palau 19, Pascua 17, Aguilar 13, Lyttle Lyttle 9, Montañana 6, Cruz 2, Nicholls 2, Torrens 2, Dominguez 1 |                                                   | Mandir 24, Ivezić 15, Ivanković 12, Slisković 9, Cakić 5, Misura 5, Mazić 4, Ciglar 1 | Spodek Arena, Katowice Publik: |

| Söndag 26 juni 2011 kl 20:30 (CET) | Lettland                                                                      | 70 – 74 (22-16, 14-29, 12-13, 22-16) Matchrapport | Montenegro                                                                   | Spodek Arena, Katowice Publik: |
| Söndag 26 juni 2011 kl 20:30 (CET) | Kublina 16, Basko 12, Babkina 11, Jansone 11, Karklina 8, Tamane 8, Niedola 4 |                                                   | Dubljević 24, De Forge 15, Perovanović 13, Skerović 12, Bjelica 8, Popović 2 | Spodek Arena, Katowice Publik: |

## Slutspel
|  | Kvartsfinal | Kvartsfinal | Kvartsfinal |         |            | Semifinal | Semifinal | Semifinal |            |            | Final      | Final      | Final |
|  |             |             |             |         |            |           |           |           |            |            |            |            |       |
|  | E1          | Tjeckien    | 79          |         |            |           |           |           |            |            |            |            |       |
|  | F4          | Kroatien    | 63          |         |            |           |           |           |            |            |            |            |       |
|  | F4          | Kroatien    | 63          |         | E1         | Tjeckien  | 53        |           |            |            |            |            |       |
|  |             |             |             |         | E1         | Tjeckien  | 53        |           |            |            |            |            |       |
|  |             | E3          | Ryssland    | 85      |            |           |           |           |            |            |            |            |       |
|  | F2          | E3          | Ryssland    | 85      | Lettland   | 72        |           |           |            |            |            |            |       |
|  | F2          |             |             |         | Lettland   | 72        |           |           |            |            |            |            |       |
|  | E3          | Ryssland    | 83          |         |            |           |           |           |            |            |            |            |       |
|  |             |             |             |         |            |           |           |           |            |            | E3         | Ryssland   | 59    |
|  |             |             | E4          | Turkiet | 42         |           |           |           |            |            |            |            |       |
|  | E2          | Litauen     | 58          |         |            |           |           |           |            |            |            |            |       |
|  | F3          | Frankrike   | 66          |         |            |           |           |           |            |            |            |            |       |
|  | F3          | Frankrike   | 66          |         | F3         | Frankrike | 62        |           | Bronsmatch | Bronsmatch | Bronsmatch | Bronsmatch |       |
|  |             |             |             |         | F3         | Frankrike | 62        |           | Bronsmatch | Bronsmatch | Bronsmatch | Bronsmatch |       |
|  |             | E4          | Turkiet     | 68      |            |           |           |           |            |            |            |            |       |
|  | F1          | E4          | Turkiet     | 68      | Montenegro | 44        |           | E1        | Tjeckien   | 56         |            |            |       |
|  | F1          |             |             |         | Montenegro | 44        |           | E1        | Tjeckien   | 56         |            |            |       |
|  | E4          | Turkiet     | 56          |         |            |           |           |           |            |            | F3         | Frankrike  | 63    |

### Kvartsfinaler
| Onsdag 29 juni 2011 kl 18:00 (CET) | Lettland                                                                     | 72 – 83 (18-23, 19-25, 18-17, 17-18) Matchrapport | Ryssland | Arena Łódź, Łódź Publik: |
| Onsdag 29 juni 2011 kl 18:00 (CET) | Babkina 21, Karklina 18, Tamane 10, Niedola 7, Janosne 6, Basko 5, Kublina 5 |                                                   | Danilochkina 18, Kuzina 16, Arteshina 15, Stepanova 10, Abrosimova 7, Osipova 7, Korstin 4, Vidmer 4, Popova 2 | Arena Łódź, Łódź Publik: |

| Onsdag 29 juni 2011 kl 20:30 (CET) | Tjeckien | 79 – 63 (21-13, 15-16, 31-11, 12-23) Matchrapport | Kroatien                                                                             | Arena Łódź, Łódź Publik: |
| Onsdag 29 juni 2011 kl 20:30 (CET) | Vitecková 17, Kulichová 14, Elhotova 13, Bortelová 9, Burgrová 8, Hejdova 8, Bartonova 4, Veselá 4, Skrabalová 2 |                                                   | Mandir 27, Misura 9, Slisković 9, Ivezić 6, Ciglar 5, Karćić 3, Ivanković 2, Mazić 2 | Arena Łódź, Łódź Publik: |

| Torsdag 30 juni 2011 kl 18:00 (CET) | Montenegro                                                                    | 44 – 56 (16-11, 11-13, 6-17, 11-15) Matchrapport | Turkiet                                                                     | Arena Łódź, Łódź Publik: |
| Torsdag 30 juni 2011 kl 18:00 (CET) | De Forge 11, Turcinović 10, Perovanović 9, Dubljević 6, Skerović 6, Bjelica 2 |                                                  | Ivegin 14, Vardarli 13, Nevlin 11, Yilmaz 9, Palazoglu 6, Caglar 2, Alben 1 | Arena Łódź, Łódź Publik: |

| Torsdag 30 juni 2011 kl 20:30 (CET) | Litauen | 58 – 66 (13-11, 21-22, 8-20, 16-13) Matchrapport | Frankrike                                                    | Arena Łódź, Łódź Publik: |
| Torsdag 30 juni 2011 kl 20:30 (CET) | Sulciute 10, Bimbaite 9, Abromaite 8, Solopova 8, Linkeviciene 7, Petronyte 7, Sipaviciute 4, Valentiene 3, Sauliute 2 |                                                  | Gomis 14, Dumerc 13, Gruda 13, Lawson 13, Yacoubou-Dehoui 13 | Arena Łódź, Łódź Publik: |

### Semifinaler
| Fredag 1 juli 2011 kl 18:00 (CET) | Tjeckien | 53 – 85 (18-22, 8-17, 17-22, 10-24) Matchrapport | Ryssland | Arena Łódź, Łódź Publik: |
| Fredag 1 juli 2011 kl 18:00 (CET) | Burgrová 10, Kulichová 10, Veselá 8, Vitecková 8, Elhotova 5, Hanusová 3, Zrustova 3, Bartonova 2, Bortelová 2, Hejdova 2 |                                                  | Danilochkina 18, Sapova 16, Korstin 11, Stepanova 11, Osipova 8, Abrosimova 6, Vidmer 4, Belyakova 3, Arteshina 2, Kuzina 2, Myasoedova 2, Popova 2 | Arena Łódź, Łódź Publik: |

| Fredag 1 juli 2011 kl 20:30 (CET) | Frankrike                                                                              | 62 – 68 (15-16, 16-22, 11-11, 18-11) (Förlängning: 2-8) Matchrapport | Turkiet                                                           | Arena Łódź, Łódź Publik: |
| Fredag 1 juli 2011 kl 20:30 (CET) | Gomis 24, Lawson 12, Digbeu 6, Dumerc 4, Gruda 4, Lepron 4, Miyem 4, Yacoubou-Dehoui 4 |                                                                      | Nevlin 23, Yilmaz 17, Vardarli 14, Alben 9, Ivegin 3, Palazoglu 2 | Arena Łódź, Łódź Publik: |

### Bronsmatch
| Söndag 3 juli 2011 kl 18:00 (CET) | Tjeckien                                                                                | 56 – 63 (20-15, 10-9, 13-19, 13-20) Matchrapport | Frankrike                                                                              | Arena Łódź, Łódź Publik: |
| Söndag 3 juli 2011 kl 18:00 (CET) | Elhotova 17, Kulichová 14, Vitecková 13, Bortelová 5, Veselá 3, Bartonova 2, Burgrová 2 |                                                  | Gruda 26, Yacoubou-Dehoui 9, Digbeu 8, Laborde 7, Gomis 5, Dumerc 3, Lawson 3, Miyem 2 | Arena Łódź, Łódź Publik: |

### Final
| Söndag 3 juli 2011 kl 20:30 (CET) | Ryssland                                                                                                 | 59 – 42 (19-8, 14-15, 13-11, 13-8) Matchrapport | Turkiet                                                                           | Arena Łódź, Łódź Publik: 5.000 |
| Söndag 3 juli 2011 kl 20:30 (CET) | Stepanova 18, Danilochkina 12, Kuzina 6, Osipova 6, Arteshina 5, Sapova 4, Korstin 3, Vidmer 3, Popova 2 |                                                 | Vardarli 10, Alben 8, Ivegin 7, Yilmaz 6, Nevlin 5, Caglar 3, Erdogan 2, Akkaya 1 | Arena Łódź, Łódź Publik: 5.000 |

| Europamästare: Rysslands tredje EM-titel |

## Placeringsmatcher

### 5:e – 8:e plats
| Torsdag 30 juni 2011 kl 15:30 (CET) | Kroatien                                                                                         | 84 – 75 (15-20, 22-14, 24-18, 23-23) Matchrapport | Lettland                                                                                         | Arena Łódź, Łódź Publik: |
| Torsdag 30 juni 2011 kl 15:30 (CET) | Ivezić 19, Ciglar 17, Slisković 14, Mandir 13, Karćić 9, Ćakić 6, Mazić 3, Ivanković 2, Misura 1 |                                                   | Tamane 16, Babkina 15, Kublina 12, Basko 11, Niedola 7, Priede 6, Karklina 4, Eglite 2, Nimane 2 | Arena Łódź, Łódź Publik: |

| Fredag 1 juli 2011 kl 15:30 (CET) | Litauen | 59 – 68 (12-14, 17-15, 24-16, 6-23) Matchrapport | Montenegro                                                                              | Arena Łódź, Łódź Publik: |
| Fredag 1 juli 2011 kl 15:30 (CET) | Linkeviciene 15, Petronyte 9, Sulciute 9, Bimbaite 7, Valentiene 6, Sauliute 5, Paugaite 4, Solopova 3, Abromaite 1 |                                                  | Perovanović 18, De Forge 17, Dubljević 14, Skerović 13, Aleksić 2, Bjelica 2, Popović 2 | Arena Łódź, Łódź Publik: |

### Match om sjunde plats
| Lördag 2 juli 2011 kl 18:00 (CET) | Lettland                                                                                             | 56 – 75 (12-20, 6-14, 23-15, 15-26) Matchrapport | Litauen | Arena Łódź, Łódź Publik: |
| Lördag 2 juli 2011 kl 18:00 (CET) | Babkina 10, Basko 10, Karklina 10, Jansone 6, Kublina 6, Tamane 6, Niedola 4, Jakobsone 2, Putnina 2 |                                                  | Bimbaite 15, Sulciute 15, Linkeviciene 13, Valentiene 12, Sauliute 7, Abromaite 6, Petronyte 6, Gutkauskaite 1 | Arena Łódź, Łódź Publik: |

### Match om femte plats
| Lördag 2 juli 2011 kl 20:30 (CET) | Kroatien                                                                   | 73 – 59 (14-16, 24-19, 17-9, 18-15) Matchrapport | Montenegro                                                                            | Arena Łódź, Łódź Publik: |
| Lördag 2 juli 2011 kl 20:30 (CET) | Ivezić 21, Ciglar 19, Ćakić 12, Slisković 11, Mandir 5, Karćić 3, Misura 2 |                                                  | De Forge 18, Dubljević 13, Perovanović 9, Bjelica 8, Skerović 5, Aleksić 4, Popović 2 | Arena Łódź, Łódź Publik: |

## Slutplaceringar
| 1  | Ryssland       |
| 2  | Turkiet        |
| 3  | Frankrike      |
| 4  | Tjeckien       |
| 5  | Kroatien       |
| 6  | Montenegro     |
| 7  | Litauen        |
| 8  | Lettland       |
| 9  | Polen          |
| 9  | Spanien        |
| 9  | Storbritannien |
| 9  | Vitryssland    |
| 13 | Grekland       |
| 13 | Israel         |
| 13 | Slovakien      |
| 13 | Tyskland       |